# Glee: The Music, Volume 2
Glee: The Music, Volume 2 is het tweede soundtrackalbum van de personages in de Amerikaanse televisieserie Glee. Het album bevat de meeste nummers uit de eerste afleveringen (9-13) van het eerste seizoen. Op het derde album verschenen de meeste liedjes van aflevering 14-22. Van de afleveringen 'Journey' en 'The Power of Madonna' (uit de tweede helft van seizoen 1) zijn aparte albums uitgekomen.
Het album verscheen op 4 december 2009 en ontving in Canada de platinumcertificatie. In de Verenigde Staten, Australië en het Engeland ontving het album goud.

## Liedjes
| Nr. | Titel                                   | Schrijver(s)                                                       | Oorspronkelijke artiest(en)                 | Duur |
| --- | --------------------------------------- | ------------------------------------------------------------------ | ------------------------------------------- | ---- |
| 1.  | Proud Mary                              | John Fogerty                                                       | Creedence Clearwater Revival                | 3:43 |
| 2.  | Endless Love                            | Lionel Richie                                                      | Diana Ross en Lionel Richie                 | 4:25 |
| 3.  | I'll Stand by You                       | Chrissie Hynde, Tom Kelly, Billy Steinberg                         | The Pretenders                              | 3:51 |
| 4.  | Don't Stand So Close to Me / Young Girl | Sting / Jerry Fuller                                               | The Police / Gary Puckett & the Union Gap   | 2:28 |
| 5.  | Crush                                   | Andy Goldmark, Mark Muller, Berny Cosgrove, Kevin Clark            | Jennifer Paige                              | 3:23 |
| 6.  | (You're) Having My Baby                 | Paul Anka                                                          | Paul Anka en Odia Coates                    | 2:47 |
| 7.  | Lean on Me                              | Bill Withers                                                       | Bill Withers                                | 4:17 |
| 8.  | Don't Make Me Over                      | Burt Bacharach, Hal David                                          | Dionne Warwick                              | 3:25 |
| 9.  | Imagine                                 | John Lennon                                                        | John Lennon                                 | 2:23 |
| 10. | True Colors                             | Tom Kelly, Billy Steinberg                                         | Cyndi Lauper                                | 3:34 |
| 11. | Jump                                    | Alex Van Halen, David Lee Roth, Eddie Van Halen en Michael Anthony | Van Halen                                   | 3:57 |
| 12. | Smile                                   | Lily Allen, Iyiola Babalola, Darren Lewis                          | Lily Allen                                  | 3:14 |
| 13. | Smile                                   | Charlie Chaplin, John Turner, Geoffrey Parsons                     | Charlie Chaplin                             | 3:01 |
| 14. | And I Am Telling You I'm Not Going      | Tom Eyen, Henry Krieger                                            | Jennifer Holliday in the musical Dreamgirls | 4:06 |
| 15. | Don't Rain on My Parade                 | Jule Styne, Bob Merrill                                            | Barbra Streisand in the musical Funny Girl  | 2:47 |
| 16. | You Can't Always Get What You Want      | Mick Jagger, Keith Richards                                        | The Rolling Stones                          | 3:27 |
| 17. | My Life Would Suck Without You          | Max Martin, Dr. Luke, Claude Kelly                                 | Kelly Clarkson                              | 3:31 |

## Medewerkers aan dit album
Stemmen (zang)
- Dianna Agron
- Chris Colfer
- Kevin McHale
- Lea Michele
- Cory Monteith
- Matthew Morrison
- Amber Riley
- Mark Salling
- Jenna Ushkowitz

Gaststemmen
- Kristin Chenoweth

Overige stemmen
- Adam Anders
- Kamari Copeland
- Tim Davis
- Emily Gomez
- Nikki Hassman
- David Loucks
- Chris Mann
- Zac Poor
- Jasper Randall
- Windy Wagner

Uitvoerend producenten
- Brad Falchuk
- Dante DiLoreto

Producenten
- Adam Anders
- Peer Åström
- James Levine
- Ryan Murphy

Technici
- Adam Anders
- Peer Åström
- Dan Marnien
- Ryan Peterson

Soundtrackproducenten
- Adam Anders
- Ryan Murphy

Mix en mastering
- Peer Åström
- Louie Teran